# Granica albańsko-północnomacedońska
Granica albańsko-północnomacedońska – granica międzypaństwowa dzieląca terytoria Albanii i Macedonii Północnej o długości 151 kilometrów.
Granica zaczyna się na północy od trójstyku granic Albanii, Kosowa i Macedonii Północnej w górach Korab. Biegnie w kierunku południowym grzbietem Korab, na południe od miejscowości Maqellare przez kilka kilometrów biegnie rzeką Czarny Drin, następnie biegnie przez pasmo Jablanica i dochodzi do Jeziora Ochrydzkiego (Radozda) przecina pasmo Galiczica i dochodzi do jeziora Prespa, gdzie styka się z granicą grecko-macedońską.
Granica powstała po proklamowaniu przez Macedonię Północną niepodległości w 1991 r.
Poprzednio był to fragment granicy albańsko-jugosłowiańskiej o identycznym przebiegu.